# Troupe de La Monnaie en 1783

## Composition de la troupe duThéâtre de la Monnaieen1783
L'année théâtrale commence le 21 avril 1783 et se termine le 28 février 1784.
| Acteurs et chanteurs         | Actrices et chanteuses  |
| ---------------------------- | ----------------------- |
| Berville                     | Ancé                    |
| Bultos                       | Artus                   |
| Bursay                       | Bursay                  |
| Calais                       | Calmont                 |
| Canneel                      | Canneel                 |
| Corbin                       | Clairville              |
| Darcourt                     | Corbin                  |
| Debatty                      | Darcourt                |
| Dégreville                   | Devienne                |
| Dusauzin                     | D'Humainbourg           |
| Fortier                      | Duchemin                |
| Garnier                      | Gourville               |
| Gourville                    | Keyser                  |
| Grégoire                     | Leemans                 |
| La Rivière                   | Le Roi                  |
| Mees                         | Lochon                  |
| Moylin                       | Mees                    |
| Mouton                       | Perolle                 |
| Renard                       | Rogier                  |
| Soligny                      | Saint-Vallier           |
| Vallière                     | Sonveau                 |
| Vanhove cadet                |                         |
| Danseurs et figurants        | Danseuses et figurantes |
| Hamoir, maître de ballet     | Hamoir                  |
| Gambu                        | D'Humainbourg           |
| Classene                     | Artus                   |
| Cochois                      | Duchaumont aînée        |
| Erard                        | Duchaumont cadette      |
| Jouardin père                | Keyser                  |
| Jouardin fils                | Le Clerc                |
| Perolle                      | Rosalie                 |
| Van Schoor aîné              | Sonveau                 |
| Van Schoor cadet             | Timmermans              |
| Orchestre                    |                         |
| Vitzthumb, maître de musique | Langlois                |
| Aucaigne                     | L'Artillion             |
| Bauwens                      | Laur                    |
| Bischoff                     | Lion                    |
| Borremans                    | Lohen                   |
| Classens                     | Marichal                |
| Dewinne père                 | Mechtler                |
| Dewinne fils                 | Moris                   |
| Doudelet                     | Oostens                 |
| Dubois                       | Poitiaux                |
| Durand                       | Toussaint               |
| Gehot (B.)                   | Van Hamme               |
| Gehot (F.)                   | Van Maldere aîné        |
| Gehot (R.J.)                 | Van Maldere cadet       |
| Immers                       | Zeghers                 |
| Ipperseel                    |                         |
| Autre personnel              |                         |
| Flon, imprimeur              | Malaise, perruquier     |
| Kerckhoven, machiniste       | Quenonville, receveur   |
| Lance, concierge             | Spaak, peintre          |
| Laquine, caissier            | Waghemans, peintre      |

### Source
- Nouvel almanach ambigu-chantant, Gand 1784.